# Relaciones Cuba-Nicaragua
Los Gobiernos de la República de Nicaragua y la República de Cuba, establecieron relaciones diplomáticas el 3 de septiembre de 1905, mediante la firma de un Instrumento Jurídico. 

## Historia
En julio de 1918, los gobiernos de ambos países decidieron establecer las representaciones diplomáticas a nivel de Legaciones. En 1928, Nicaragua participó en La Habana, junto al resto de naciones del hemisferio, en la celebración de conocido "Código de Bustamante". En el año de 1954, las dos naciones decidieron elevar el rango de Legaciones a nivel de Embajadas. 
El 1 de enero de 1959, triunfa la Revolución Cubana y el 1 de junio de 1960, el entonces gobierno de Nicaragua decide de forma unilateral interrumpir la relación bilateral, permaneciendo de forma pasiva hasta 1979.
La asistencia cubana al Frente Sandinista de Liberación Nacional fue fundamental en el triunfo de la Revolución Sandinista, el 19 de julio de 1979 se restablecieron las relaciones bilaterales a nivel político y se reanudó la relación a nivel diplomático, permaneciendo con ese estatus hasta 1990.
Entre 1990 y 2006, las representaciones diplomáticas en ambas capitales se mantuvieron a nivel de Encargados de Negocios, pero al retornar el Frente Sandinista de Liberación Nacional al poder -a través del triunfo en las elecciones generales en noviembre de 2006- se elevó a nivel de Embajadores, a partir del 10 de enero del 2007, cuando se firmó un Memorandum de Entendimiento para el Fortalecimiento de las Relaciones Bilaterales entre ambas naciones, propiciando la firma de importantes acuerdos de cooperación en materia de salud y educación.
En junio de ese mismo año, Daniel Ortega, Presidente de Nicaragua, realizó una visita Oficial a Cuba, sosteniendo un encuentro con el presidente Fidel Castro y el presidente Interino, Raúl Castro. Durante dicho encuentro abordaron la cooperación entre sus países, el cambio climático y los biocombustibles.
Con el nuevo gobierno sandinista, se produjo un mayor acercamiento a los países de América Latina y el Caribe, con el propósito de fortalecer los procesos de integración regionales que ofrecen espacios políticos, sociales y económicos que facilitan relaciones en condiciones de mayor igualdad, entre estos países con historia, cultura, desarrollo y problemas similares.
En elo año 2009, el presidente de Nicaragua Daniel Ortega visitó en dos ocasiones La Habana, y el entonces Canciller de Cuba, Felipe Pérez Roque llegó a Managua en visita el 22 de enero. Un año más tarde, Bruno Rodríguez Parrilla, Canciller de la República de Cuba, llegó a Managua el 7 de diciembre en visita oficial. 
En el año 2011, las relaciones entre Nicaragua y Cuba se fortalecieron a través con el ALBA. En la esfera política Nicaragua apoyó las diferentes iniciativas del gobierno cubano sobre la necesidad de poner fin al bloqueo económico, comercial y financiero impuesto por los Estados Unidos de América. Este apoyo ha sido constante en el seno de la ONU. Actualmente, las relaciones bilaterales alcanzan su mayor nivel de cooperación en áreas de salud, educación, infraestructuras y cultura.